# Ľubomír Vážny
Ľubomír Vážny (ur. 15 lipca 1957 w Żylinie) – słowacki inżynier i polityk, poseł do Rady Narodowej, w latach 2006–2010 minister transportu, od 2012 do 2016 wicepremier.

## Życiorys
Absolwent inżynierii budownictwa w Słowackiej Wyższej Szkole Technicznej w Bratysławie (1981). Pracował przez kilka lat jako kierownik budowy, następnie jako kierownik działu technicznego przedsiębiorstwa inwestycyjnego. Od lat 90. zajmował kierownicze stanowiska w spółkach prawa handlowego.
W wyborach w 2002 i w 2006 uzyskiwał mandat deputowanego do Rady Narodowej. 4 lipca 2006 objął stanowisko ministra transportu, poczty i telekomunikacji w rządzie Roberta Ficy. Funkcję tę pełnił do 9 lipca 2010. W 2010, 2012, 2016, 2020 i 2023 z powodzeniem ubiegał się o poselską reelekcję. 26 listopada 2012 w drugim gabinecie Roberta Ficy objął urząd wicepremiera ds. inwestycji, sprawował go do 23 marca 2016.